# 克維拉

克維拉的巨型分子結構：粗體標示了克維拉之重複單位，虛線標示了氫鍵。

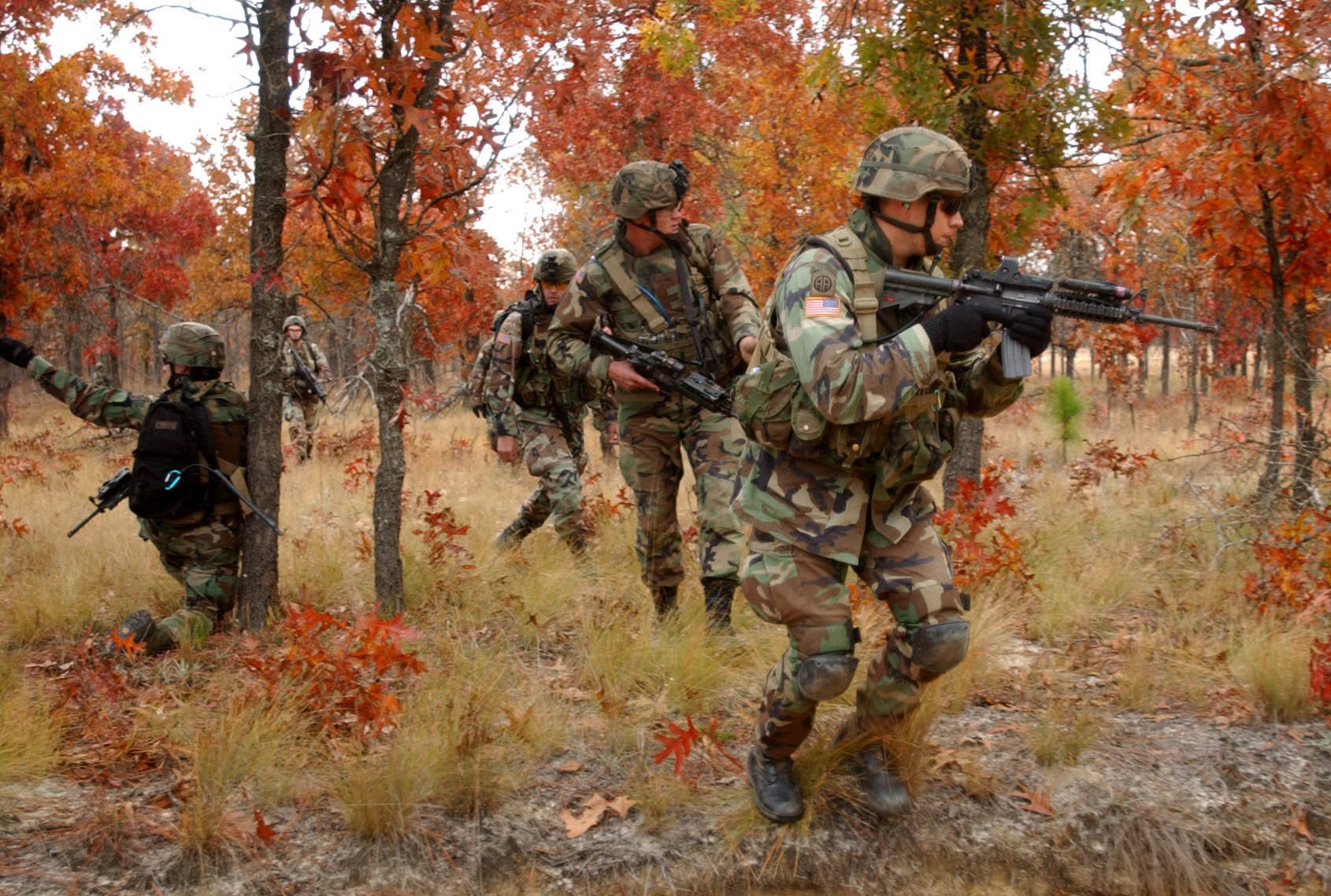
美國陸軍配備的ACH頭盔以凱夫勒纖維作為主要製造材料。

克維拉（英語：Kevlar，或譯凱芙拉、凱夫勒、凱庫勒、功夫龍等），是美國杜邦公司於1965年推出的一种芳香聚醯胺類合成纖維，发明者为波兰裔美国化学家斯蒂芬妮·克沃勒克。
克維拉极佳的抗拉性能，其強度為同等質量鋼鐵的五倍，而密度僅為鋼鐵約五分之一（克維拉密度為每立方公分1.44克；鋼鐵密度為每立方公分7.859克），因此在70年代初被用于替代赛车轮胎中的部分钢材。此外，克維拉不會像鋼鐵般與氧氣和水產生鏽蝕。现在克維拉广泛用於船體、飛機、自行車輪胎、軍用頭盔、防彈背心等。其主要弱點為於鹼性環境下，或暴露於氯及紫外線之下時，將漸漸被分解。
克維拉化学名为“聚對苯二甲酰對苯二胺”，其化學式的重複單位為 -[-CO-C6H4-CONH-C6H4-NH-]-，接在苯環上的醯胺基團為對位結構（間位結構為另一項商標名為Nomex的產品，防火纖維）。荷蘭化工業者阿克蘇（AKZO）於1970年代研發出一種具有類似化學結構的合成纖維特瓦倫（Twaron），於1986年投入商業生產。阿克蘇後經幾次企業購併與分割後，成為今日的帝人芳綸公司（Teijin Aramid）。